# リカス・プレトリアス
リカス・プレトリアス（Rikus Pretorius、1999年1月15日 - ）は、ジャパンラグビーリーグワンクボタスピアーズ船橋・東京ベイに所属するラグビーユニオン選手。

## プロフィール
- 南アフリカ共和国・ポート・エリザベス出身[1]。
- ポジションはセンター(CTB)。
- 身長 193 cm、体重 104 kg
- U20南アフリカ代表に選ばれたことがある[2]。

## 略歴
ウェスタン・プロヴィンス、ストーマーズを経て、2022年、クボタスピアーズ船橋・東京ベイに加入。
2023年1月29日に行われたJAPAN RUGBY LEAGUE ONE第6節ブラックラムズ東京戦にて途中出場で日本での公式戦初出場を果たした。